# Hans O. Granlid
Hans Olov Granlid, född 22 december 1926 i Sundsvall, död 10 maj 1999 i Gnesta, var en svensk författare och litteraturvetare.
Han var son till läroverksadjunkten Olof Granlid och Anna Brandt. Granlid blev filosofie kandidat 1947 och filosofie licentiat 1952. Han blev filosofie doktor då han 1957 disputerade i litteraturhistoria på en avhandling om Martin Koch. Han var lektor på högre allmänna läroverket i Umeå 1959–1963 samt vid Stockholms stads handelsgymnasium i Stockholm 1963–1968. Han tjänstgjorde vid Kungliga Biblioteket 1965–1968 varefter han på heltid verkade som skriftställare.
Granlid var gift första gången 1953–1968 med journalisten Gunnel Granlid (1932–2013), andra gången 1969–1971 med Ulla Bärlin (1936–2004), dotter till kapten Bror Efraim Bärlin och Eva Lindkvist, tredje gången 1985–1987 med Gundula Braun (född 1935), dotter till tjänstemannen Gotthard Bärlin och Elisabeth Heffter, och slutligen fjärde gången 1994–1996 med Ewa Gustafsson (född 1948), dotter till bergsprängaren Ragnar Gustafsson och Elsa Johansson.
Han är begravd i minneslunden på Ytterjärna kyrkogård.

## Priser och utmärkelser
- 1969 – Litteraturfrämjandets stipendiat
- 1971 – Litteraturfrämjandets stora romanpris
- 1974 – Signe Ekblad-Eldhs pris
- 1974 – Svenska Dagbladets litteraturpris
- 1979 – De Nios stora pris
- 1980 – Sixten Heymans pris
- 1991 – Doblougska priset
- 1994 – Dan Andersson-priset
- 1998 – Hedenvind-plaketten